# Moco
Moco, Mocos ou Mosco (em grego:  Μωχός; em latim, Mochus ou Moschus), também conhecido como Moco de Sídon e Moco, o Fenício, referido como Ocon por Aristóteles, é listado por Diógenes Laércio, juntamente com Zalmoxis, o trácio e o Atlas da Mauritânia, como proto-filósofo. Ateneu alegou que ele era o autor de um trabalho sobre a história da Fenícia. Estrabão, sob a autoridade de Posidônio, fala de um Mochus ou Moschus de Sídon como o autor da teoria atômica e diz que ele era mais antigo que a Guerra de Troia. Ele também é referido por Josefo, Taciano e Eusébio. Parte de uma teogonia fenícia atribuída a ele é citada por Damáscio como tendo sido registrada por Eudemo:
"Mas, como encontramos fora de Eudemo na mitologia fenícia, segundo Mochos, havia Aither primeiro de tudo e Aer, esses dois primeiros princípios, dos quais Oulomos foi gerado, a (primeira) divindade que o intelecto pode perceber, e ele, eu acho, é mente não misturada. Dele, depois que copulou consigo mesmo, dizem que Chousoros, o Abridor foi gerado primeiro, depois um ovo. E este (ovo) eu acho, é, dizem eles, a mente inteligível, enquanto o Khousros abridor é o poder inteligível na medida em que primeiro trouxe diferenciação ao universo quando era indistinto (lit. indeciso). Caso contrário, após os dois princípios (Aither e Aer) nas alturas (foi) Vento, o unificado (lit. o um), e no meio estavam dois ventos, Vento Úmido e Vento Sul. Pois de alguma forma eles fazem desses antes de Oulomos. Este próprio Oulomos é a mente que pode ser inteligível. O abridor Khousros é a primeira ordem entre tudo o que é inteligível. O ovo é o céu, pois se diz que dele, quando partido em dois, o céu e a terra passaram a existir, cada um de uma das metades iguais." 
Segundo Robert Boyle, o pai da química moderna, "os homens instruídos atribuem a concepção da hipótese atômica a um Moschus, um fenício". Isaac Newton, Isaac Causabon, John Selden, Johannes Arcerius, Henry More e Ralph Cudworth também creditam Moco de Sidon como o autor da teoria atômica, e alguns deles tentaram identificar Moco com Moisés, o portador da lei israelita.